# 김호준 (배우)
김호준(1984년 ~ )은 대한민국 배우로 울산 출신 배우이다. 출신 중학교는 동평중학교로 수학여행에서 장기자랑으로 춤을 추는 등 유년시절부터 끼가 많았다. 지인 얘기로는 HOT, 젝스키스 안무를 비공식적으로 친구들에게 전파하고 다녔다.  이 글을 적은 나는 안무를 배운 친구 중 하나  